# Viña del Mar
Viña del Mar (pronúncia em espanhol: ['bi.ɲa.ðel'maɾ]) é uma comuna da província de Valparaíso, localizada na região de Valparaíso, que é a V região do Chile. Possui uma área de 121,6 km² e em 2002 possuía uma população de 286.931 habitantes.
Viña del Mar é uma das cinco comunas que compõem a conurbação da região metropolitana da Grande Valparaíso.
A origem toponímica de do nome Viña del Mar provém dos vinhedos plantados na fazenda local Siete Hermanas. Viña del Mar é conhecida popularmente no Chile como la Ciudad Jardín (a cidade-jardim).

## História
Viña del Mar nasceu da fusão de duas fazendas, Siete Hermanas e Viña del Mar propriamente dita. O limite entre ambas era o estuário do Rio Marga Marga, que atualmente divide a cidade ao meio. Ao norte, onde se encontra fa fazenda Siete Hermanas, havia vinhedos que, com o passar do tempo, se tornaram conhecidos como la viña de la mar, que culminaria no nome atual "Viña del Mar".
Em 1855 começou a funcionar a ferrovia entre Valparaíso e Viña del Mar, o que estimulou as primeiras compras de terrenos no local. A 31 de maio de 1878, Don José Francisco Vergara Echevers conseguiu que o governo chileno fundasse a cidade por decreto do Presidente da República, na época, Aníbal Pinto Garmendia. Já na década de 1930, todo o plano central da cidade já estava coberto por edificações. O bairro de Recreo, situado nos morros do caminho que une Viña a Valparaíso, foi um dos primeiros a surgir. Depois apareceu, ao norte, o bairro de Santa Inés. Na década de 1960 surgiu bairro de Miraflores a leste, hoje um dos maiores da cidade. Depois surgiu o bairro de Reñaca, que cresceu até converter-se num bairro de classe média-alta.
No começo do século XX a cidade se tornou em um balneário destacado. Naquele momento a aristocracia chilena havia descoberto os benefícios de banhos de mar e ao ar livre, tornando Viña del Mar um lugar de lazer e recreação. Desde então, suas praias têm sido uma poderosa atração turística.
Na área econômica, Viña del Mar possui um papel de cidade industrial, e conta com a Companhia Refinadora de Açúcar de Viña del Mar (CRAV), fundada em 1873, e a empresa Levis & Murphy y Cía, fundada em 1883. As avenidas Libertad e San Martín são importantes vias de comércio.

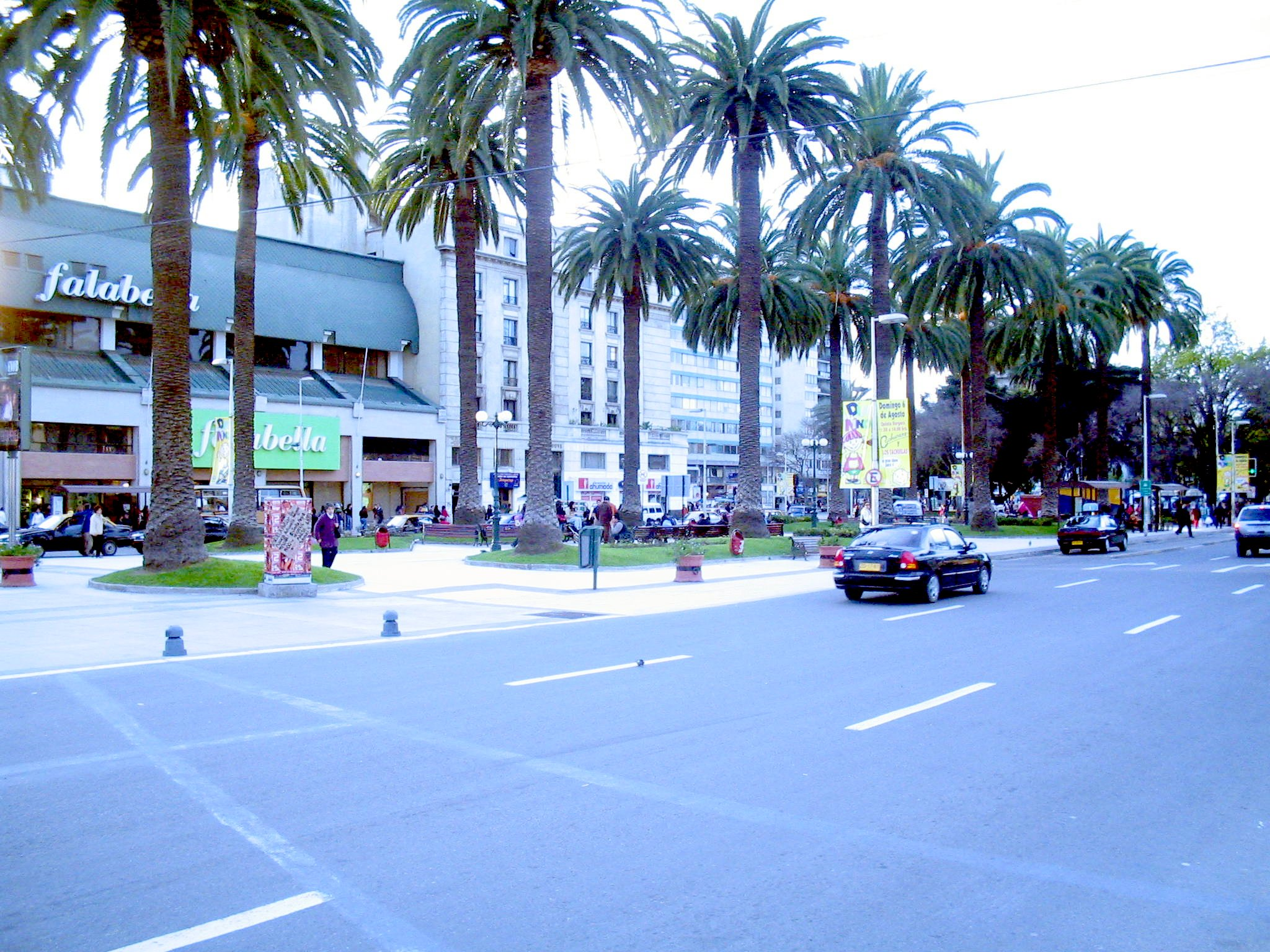
Plaza Sucre

A partir da década de 1980, com o surgimento das universidades privadas e a expansão das universidades estatais, Viña del Mar passou a adquirir ares de cidade universitária, graças à criação de novas faculdades.
Em 1929 foi instalado no Cerro Castillo o palácio presidencial. Mais ou menos nesta época foi criado o cassino da cidade. A partir da década de 1960 começou a popularizar-se em nível mundial o Festival Internacional da Canção de Viña del Mar, organizado em fevereiro de cada ano. A antiga via férrea da cidade foi substituída em 2005 por uma linha de metrô, liga Viña del Mar a Valparaíso e aoutras cidades vizinhas.
Na região existem outras praias importantes e bonitas para conhecer, como Algarrobo (onde está localizada a maior piscina do mundo) e Isla Negra (onde fica uma das casas de Pablo Neruda).

## Demografia
Segundo dados recolhidos pelo censo de 2002 do Instituto Nacional de Estadísticas, a comuna possui uma superfície de 122 km² e uma população de 286 931 habitantes. A cidade acolhe 18,63% da população total da região, e 100% de sua população é urbana.

## Economia
Viña del Mar é considerada a capital turística do Chile, graças aos grandes dividendos gerados por este setor econômico. A cidade conta com ampla rede hoteleira e se fortaleceram durante os últimos anos todos os espaços que possam significar uma receita econômico advinda do turismo.
Um dos locais de destaque é o Casino Viña del Mar, inaugurado em 1929 e durante anos um dos poucos cassinos existentes no Chile. Na atualidade possui também o Hotel del Mar, que manteve o perfil clássico do cassino.

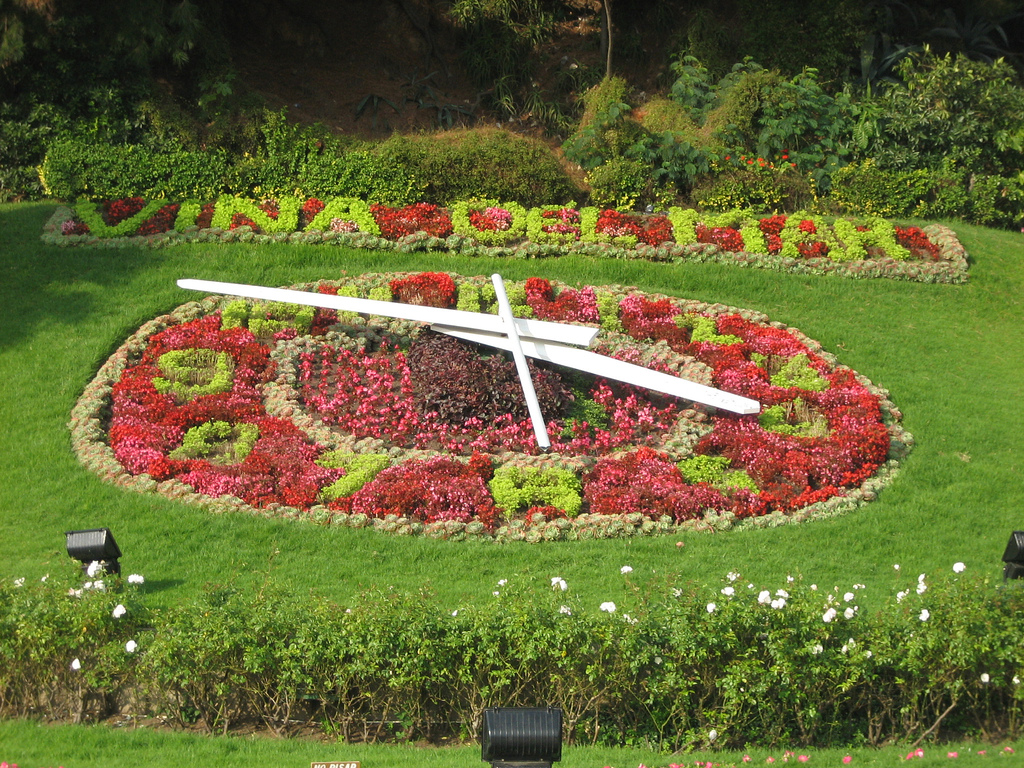
Relógio de flores, um dos símbolos da cidade.

O balneário de Reñaca é um dos mais importantes da cidade pelo grande número de visitantes, apesar de suas praias rochosas. O Jardín Botánico Nacional é outro atrativo, com cerca de 3 000 espécies distintas de plantas.

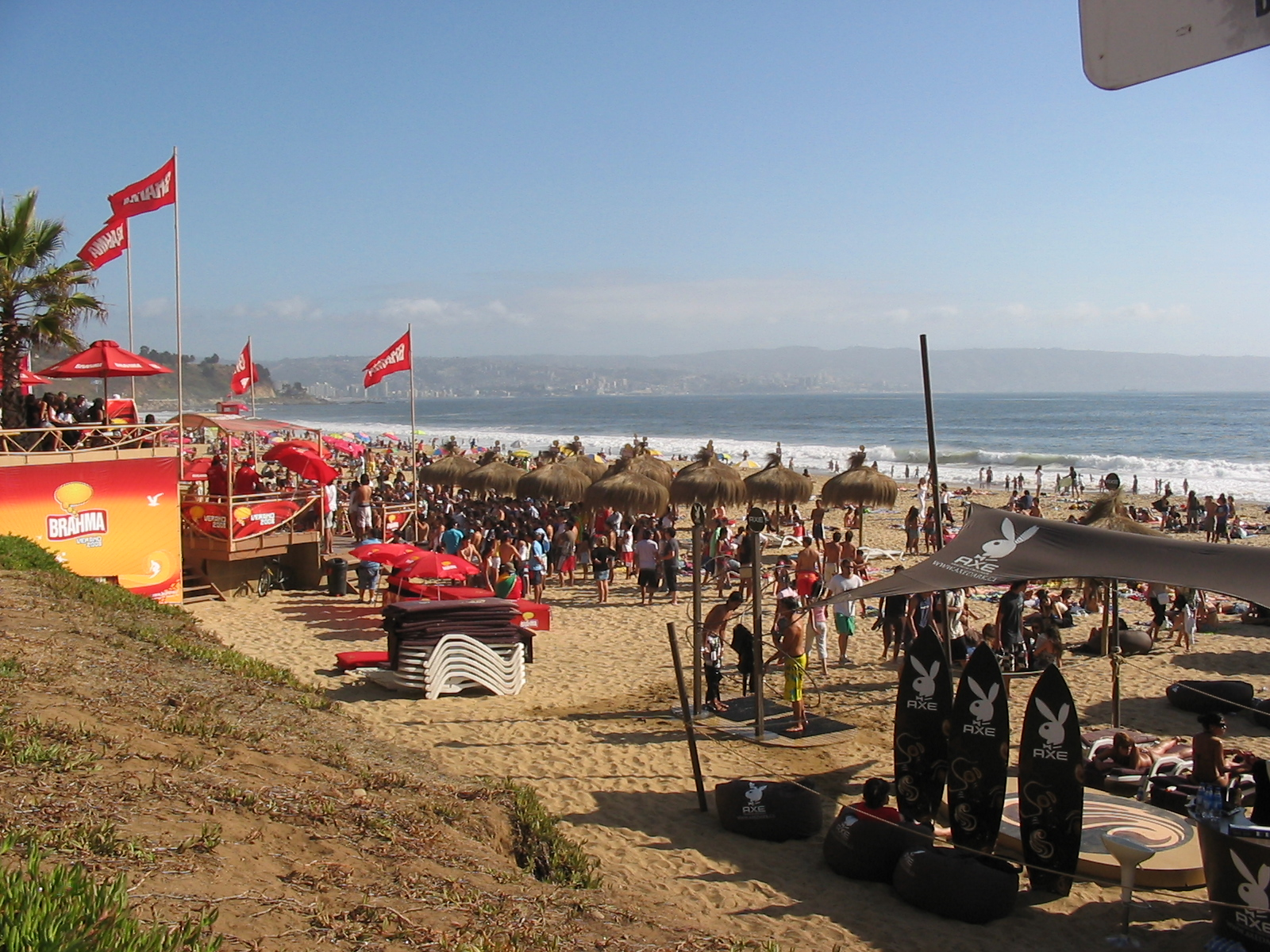
Praia Reñaca

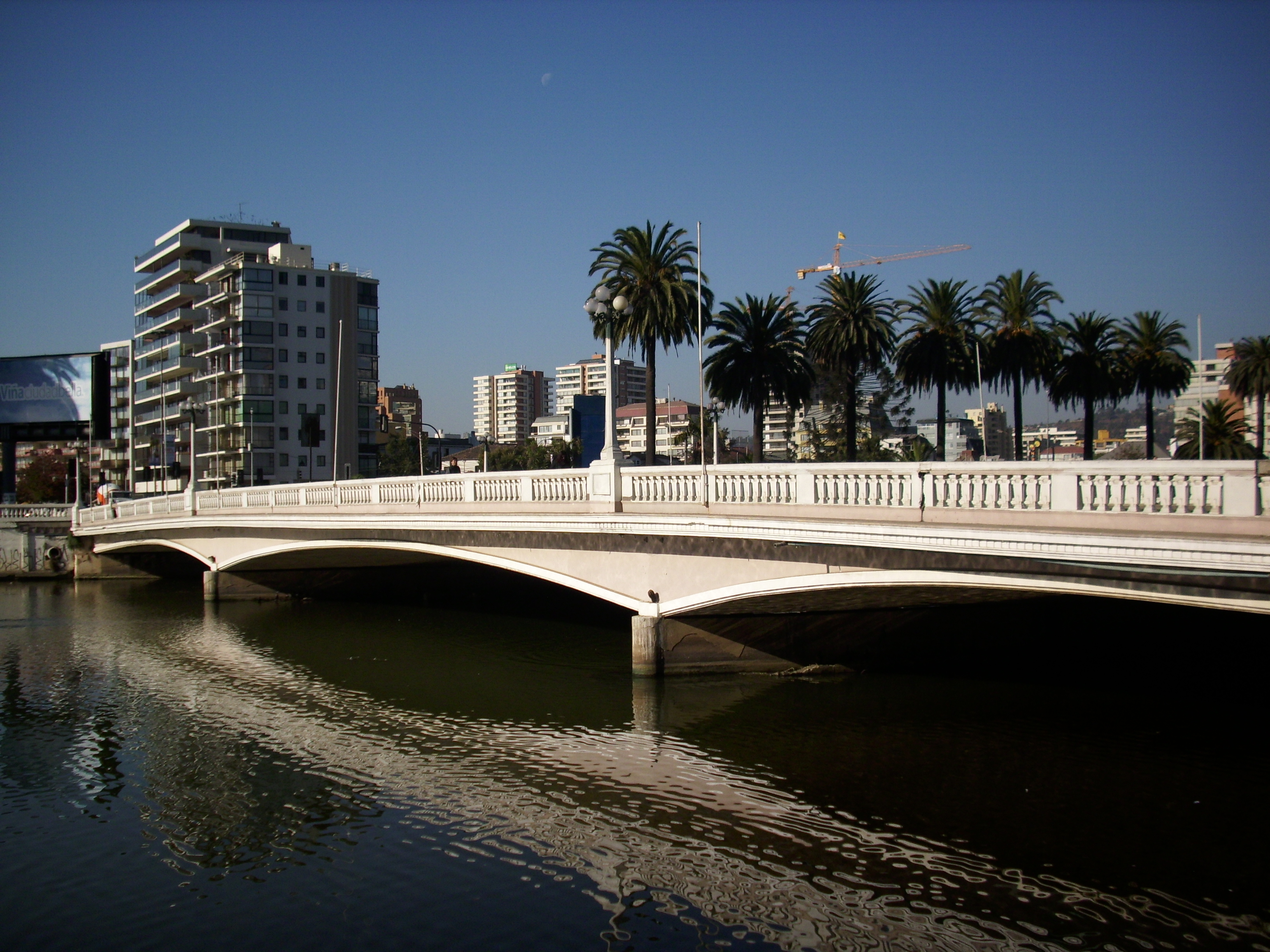
Estero Marga Marga

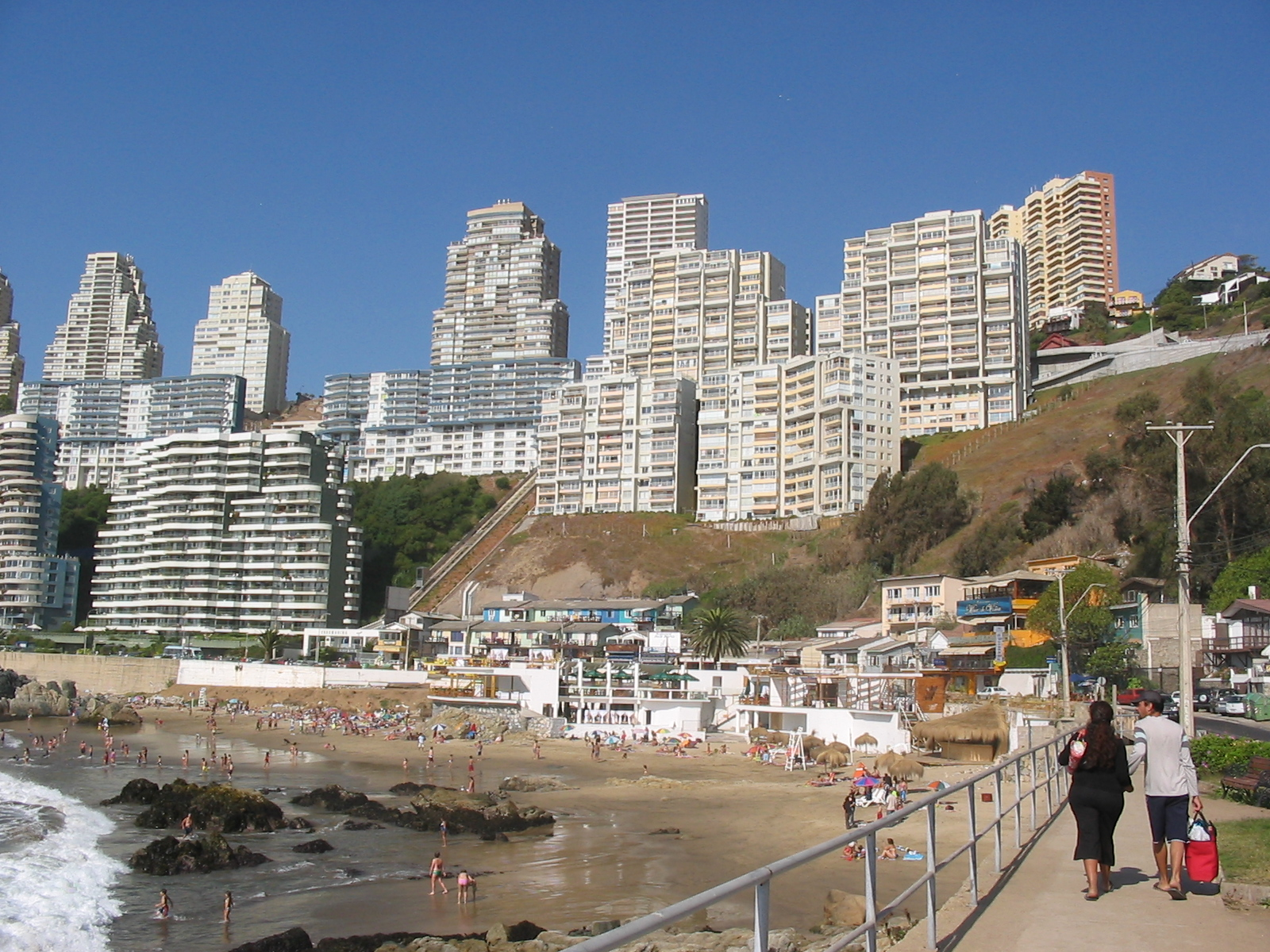
Praia Concón

O Relógio de flores, situado diante da praia de Caleta Abarca, na avenida que a une a Valparaíso, foi construído especialmente para dar as boas-vindas à Copa do Mundo de Futebol de 1962, disputada na cidade.
O molhe (muelle) Vergara foi construído como um embarcadouro de mercadorias. Hoje não tem mais a função função comercial, mas é um dos passeios mais interessantes da cidade, pois permite ver a baía de Valparaíso em toda sua amplitude.
O Festival Internacional de Cinema de Viña del Mar é considerado um dos festivais cinematográficos mais importantes do Chile. Mas um dos mais conhecidos eventos da cidade é o Festival Internacional da Canção de Viña del Mar, realizado no anfiteatro localizado na Quinta Vergara, uma das maiores áreas verdes da cidade.

## Educação
Na cidade estão os campi centrais de três universidades privadas: Universidad Adolfo Ibáñez, Universidad de Aconcagua e Universidad del Mar. Outras são a Universidad Marítima de Chile, a Universidad de Las Américas, a Universidad Nacional Andrés Bello a "Universidad Santo Tomás" e a Universidad de Viña del Mar.

## Esportes
O Estádio Sausalito foi sede da Copa do Mundo de Futebol de 1962. Atualmente neste recinto esportivo joga o Everton, uma equipe local de futebol.
Na cidade está também o Valparaíso Sporting Club, um dos mais destacados clubes hípicos do Chile.

## Cidades-irmãs
Viña del Mar é geminada com as seguintes cidades:
- Mar del Plata, Argentina
- Sausalito, Estados Unidos
- Florianópolis, Brasil